# AA Drink-leontien.nl
AA Drink-leontien.nl Cycling Team war ein niederländisches Frauen-Radsportteam, das von 2005 bis 2012 als UCI Women’s Team lizenziert war.
Benannt war das Team nach dem Hauptsponsor AA-Drink und der Internetseite leontien.nl, die einen Webshop unter dem Namen der ehemaligen niederländischen Radrennfahrerin Leontien Zijlaard-van Moorsel betreibt, deren Ehemann Michael Zijlaard der Manager des Teams war.
Mit Beginn der Saison 2012 fusionierte AA Drink-leontien.nl mit dem aufgelösten Team Garmin-Cervélo, von dem die Fahrerinnen Emma Pooley, Elizabeth Armitstead, Lucy Martin, Sharon Laws, Carla Ryan und Jessie Daams zum Team stießen. Dabei übernahm Slipstream Sports, der Betreiber des Teams Garmin-Cervélo, die Verwaltung des gemeinsamen Teams. Teammanager blieb Michael Zijlaard. Als weitere Folge dieser Kooperation fuhr das Team im Jahr 2012 mit Cervélo-Rädern.
Im August 2012 erklärte der Getränkehersteller AA-Drink seinen Rückzug als Sponsor; daraufhin teilte Teammanager Michael Zijlaard die Auflösung des Teams zum Ende des Jahres mit.

## Saison 2012

### Team
| Fahrerin             | Geburtsdatum | Nationalität           |
| -------------------- | ------------ | ---------------------- |
| Elizabeth Armitstead | 18.12.1988   | Vereinigtes Königreich |
| Chantal Blaak        | 22.10.1989   | Niederlande            |
| Lucinda Brand        | 02.07.1989   | Niederlande            |
| Jessie Daams         | 28.05.1990   | Belgien                |
| Marijn de Vries      | 19.11.1978   | Niederlande            |
| Sharon Laws          | 07.07.1974   | Vereinigtes Königreich |
| Lucy Martin          | 05.05.1990   | Vereinigtes Königreich |
| Shelley Olds         | 30.09.1980   | Vereinigte Staaten     |
| Madeleine Olsson     | 14.11.1982   | Schweden               |
| Emma Pooley          | 03.10.1982   | Vereinigtes Königreich |
| Carla Ryan           | 21.09.1985   | Australien             |
| Isabelle Söderberg   | 28.05.1989   | Schweden               |
| Marieke van Nek      | 14.11.1988   | Niederlande            |
| Marieke van Wanroij  | 05.07.1979   | Niederlande            |
| Kirsten Wild         | 15.10.1982   | Niederlande            |

### Erfolge
| Datum        | Rennen                                                  | Kat. | Siegerin             |
| ------------ | ------------------------------------------------------- | ---- | -------------------- |
| 1. März      | Südafrikanische Meisterschaft Zeitfahren                | CN   | Cherise Taylor       |
| 3. März      | Südafrikanische Meisterschaft Straßenrennen             | CN   | Ashleigh Moolman     |
| 4. März      | Omloop van het Hageland-Tielt-Winge                     | 1.2  | Elizabeth Armitstead |
| 7. April     | Energiewacht Tour 4a. Etappe                            | 2.2  | Kirsten Wild         |
| 13. Mai      | Tour of Chongming Island World Cup                      | CDM  | Shelley Olds         |
| 5. Juni      | Durango–Durango Emakumeen Saria                         | 1.2  | Emma Pooley          |
| 8. Juni      | Emakumeen Euskal Bira 2. Etappe                         | 2.1  | Emma Pooley          |
| 16. Juni     | Rabo Ster Zeeuwsche Eilanden 3. Etappe                  | 2.2  | Kirsten Wild         |
| 14.–16. Juni | Rabo Ster Zeeuwsche Eilanden                            | 2.2  | Kirsten Wild         |
| 4. Juli      | Giro d’Italia Femminile 6. Etappe                       | 2.1  | Shelley Olds         |
| 22. Juli     | Internationale Thüringen-Rundfahrt der Frauen 6. Etappe | 2.1  | Jessie Daams         |
| 6. August    | La Route de France 3. Etappe                            | 2.2  | Lucinda Brand        |
| 25. August   | Lotto-Decca Tour 1. Etappe                              | 2.2  | Kirsten Wild         |
| 26. August   | Lotto-Decca Tour 2. Etappe                              | 2.2  | Kirsten Wild         |

## Platzierungen in UCI-Ranglisten
2009
- 10. Rad-Weltcup der Frauen (Einzel: 10. Andrea Bosman)
- 12. UCI-Weltrangliste (Einzel: 24. Chantal Blaak)

2010
- 6. Rad-Weltcup der Frauen (Einzel: 12. Chantal Blaak)
- 11. UCI-Weltrangliste (Einzel: 24. Chantal Blaak)

2011
- 4. Rad-Weltcup der Frauen (Einzel: 8. Kirsten Wild)
- 5. UCI-Weltrangliste (Einzel: 10. Kirsten Wild)

2012
- 4. Rad-Weltcup der Frauen (Einzel: 5. Shelley Olds)
- 4. UCI-Weltrangliste (Einzel: 10. Shelley Olds)